# Литература Чили
Литература Чили создаётся преимущественно на испанском языке. Зарождение национальной литературы Чили пришлось на XVI век и связано с испанской колонизацией этих мест.
Два чилийских поэта, Габриэла Мистраль и Пабло Неруда являются лауреатами Нобелевской премии по литературе.

## История

### Колониальная история. XVI—XVIII века
Письменной литературной традиции обитавшие в Чили до прихода колонизаторов арауканы не имели, поэтому, как и в других странах Латинской Америки, первые письменные свидетельства дошли до наших дней из времён завоевания этих мест европейцами. Наиболее значимым произведением ранней чилийской литературы является поэма Алонсо де Эрсилья-и-Суньига «Араукана». Посвящённая как доблести испанских завоевателей, так и героизму пытавшихся защититься арауканов, поэма имеет характерные черты европейской эпической поэзии времён Возрождения и считается наиболее значимым литературно-художественным произведением Латинской Америки XVI века. Другим важным для ранней чилийской литературы произведением является поэма «Укрощенный Арауко» ученика Эрсилья-и-Суньига Педро де Онья, первого известного поэта, родившегося непосредственно в Чили.
XVII век, помимо поэтического творчества, характеризуется зарождением исторической прозы: появляются такие романы, как «Историческая хроника королевства Чили» Алонсо де Овалье, «Всеобщая история королевства Чили» Диего де Росалеса и «Счастливый плен» Франсиско Нуньеса де Пинеда-и-Баскуньяна. В это же время на базе испанской народной поэзии начинает формироваться креольский фольклор.
Усталость от колониального статуса к концу XVIII века порождает активное развитие сатирического фольклора в форме куплетов, эпиграмм и шуточных экспромтов.
Последовавшая в первой половине XIX века Война за независимость испанских колоний в Америке подтолкнула развитие публицистики политического содержания. Крупными публицистами этого времени были основатель первой национальной газеты страны «Аурора де Чиле» Камило Энрикес и мастер эпистолярного жанра Диего Порталес.

### Обретение независимости. XIX век
После обретения независимости Чили стало местом притяжения писателей из других стран Латинской Америки, которые по различным причинам политического свойства вынуждены были уезжать из родных мест. Так, обогатили чилийскую литературу приехавший из Венесуэлы филолог, писатель и просветитель Андрес Бельо, приехавший из Аргентины писатель-романтик Доминго Фаустино Сармьенто.
В 1842 году Андрес Бельо основал Чилийский университет и стал его ректором. В том же году Хосе Викторино Ластаррия основал Литературное общество Чили и призвал к формированию новой национальной литературы с опорой на европейские традиции и отказом от унаследованного из колониальных времён испанизма. Ластаррия также известен как зачинатель чилийской короткой прозы.

#### Романтизм и костумбризм
Благодаря приехавшим из Аргентины писателям, начавший развиваться там романтизм пустил корни и в Чили. Его видным теоретиком был Хосе Викторино Ластаррия. Это направление развивали также поэты так называемого Поколения 1842, среди которых Сальвадор Санфуэнтес, Гильермо Матта, Гильермо Блест Гана, Хосе Антонио Соффия, а также автор гимна Чили Эусебио Лильо и другие.
Параллельно с романтизмом и вступая с ним в полемику в Чили начал развиваться костумбризм, основоположником которого выступил Хосе Хоакин Вальехо. Развитие жанра связано с автобиографическими произведениями и мемуарами, среди важных его представителей Хосе Сапиола, Висенте Перес Росалес, Хоакин Диас Гарсес, Даниэль Рикельме и другие. В смычке с костурбизмом проявился и критический реализм, ярким представителем которого в чилийской литературе считается Альберто Блест Гана.

#### Модернизм
Рубеж XIX и XX веков в чилийской поэзии связан с модернизмом. Зарождение этого направления в стране связывают с именем Рубена Дарио, поэта из Никарагуа, жившего некоторое время в Чили и издавшего в этот период поэтический сборник «Лазурь...». Другими важными поэтами-модернистами были Карлос Песоа Велис, Франсиско Контрерас, Мануэль Магальянес Моуре, Макс Хара, Карлос Мондака, Виктор Доминго Сильва и другие. Близки им писатели-прозаики Эдуардо Барриос и Педро Прадо.
Также получило развитие и такое направление модернизма как имажинизм, его ведущим представителем был прозаик Аугусто д'Альмар.

### XX век

#### Натурализм и креолизм
Начиная с конца XIX века чилийские писатели обращаются к натурализму, первой крупной работой этого направления стал роман «Хуана Лусеро» Аугусто д’Альмара. Другими писателями-натуралистами были Педро Прадо, Эдуардо Барриос, Хоакин Эдвардс Бельо, Альберто Ромеро, Хенаро Прието и другие.
Благодаря национальным особенностям из эстетики натурализма вырос креолизм, отразивший социальный кризис начала века. Первыми писателями-креолистами были Бальдомеро Лильо, Мариано Латорре, Федерико Гана. К 20—30 годам в креолизме начало ощущаться усиление реалистической составляющей, писатели всё более критически осмысливали сложившееся в обществе положение. Развивали это направление Марта Брунет, Даниэль Бельмар, Рубен Асокар, Хосе Сантос Гонсалес Вера, Мария Луиса Бомбаль и другие.

#### Поэзия 1920—1930-х годов
В 1920-е годы на первые роли в чилийской литературе выходит поэзия, достигает зрелости творчество ставшей впоследствии лауреатом Нобелевской премии по литературе (1945 года) поэтессы Габриэлы Мистраль, которая ответила на изысканность модернистов лиризмом своих стихов и их связью с латиноамериканским колоритом жизни людей, построенной, в том числе, на местном и испанском фольклоре. Следом за ней, полные впечатлений от таких грандиозных событий мирового значения, как Первая мировая война, а затем и Октябрьская революция в России, приходят новые поэты, среди которых создатель поэтического течения креасионизма Висенте Уидобро. Тогда же в поэзию пришли Пабло Неруда (нобелевский лауреат 1971 года) и Пабло де Рока. Эти четверо в дальнейшем запомнились в Чили как «Большая четвёрка чилийской поэзии». Их творчество обеспечило признание чилийской литературы на мировом уровне. Религиозные и коммунистические темы в эти же годы затрагивал в стихах Анхель Кручага Санта Мария, посвящённую чилийской природе лирику писал Хувенсио Валье, философской лирикой увлекался Умберто Диас Касануэва.
Так называемое Поколение 1938 года, в том числе Гонсало Рохас и Никанор Парра (Парра некоторыми критиками включается в Большую четвёрку чилийской поэзии вместо де Рока), продолжает исследовать социальные вопросы, ставит в творчестве проблемы общечеловеческого масштаба, отказываясь при этом от излишней сложности образов. К этому поколению относится также сюрреалист Браулио Аренас и примыкают Хулио Барренечеа и Оскар Кастро. При этом одним из наиболее влиятельных поэтов в эти годы по-прежнему остаётся Неруда, чьё влияние заметно в творчестве поэтов нескольких следующих поколений поэтов, не только в Чили, но и в Латинской Америке в целом, а также в Европе.
Особая роль поэзии в литературе страны отразилась в том, что Чили стали называть землёй поэтов. Несмотря на то, что такую точку зрения разделяют не все, это фраза стала устойчивым выражением.

#### Проза 1930—1940-х годов
Прозаики Поколения 1938 года пытались вырасти над возможностями креолизма и обращались к фундаментальным темам о судьбах и будущем родной страны. Усиливается реалистическая традиция, писатели уделяют внимание социальному положению в стране, жизни рабочего класса. Среди значимых писателей этого периода Рейнальдо Ломбой (исп. Reinaldo Lomboy), Никомедес Гусман, Андрес Сабелья, Володя Тейтельбойм, Франсиско Колоане, Фернандо Алегрия, Карлос Дрогетт, Хосе Доносо и другие.

### Современность
Вторая половина XX и начало XXI веков в чилийской литературе характеризуется исследованием эстетики литературы модернизма и постмодернизма. Современное мышление с его идеями психоанализа, экзистенциализма, релятивизма и культурной антропологии создаёт новые направления творческого поиска и новые возможности критического осмысления устройства общества.
Рубежом между социальным романом и современной литературой в Чили принято считать роман 1951 года «Сын вора» Мануэля Рохаса. В нём, как и в продолживших историю главного героя романах «Слаще вина» (исп. Mejor que el vino, 1958 год) и «Тени на стене» (исп. Sombras contra el muro, 1964 год), проблемы чилийского общества рассматриваются через внутренний мир героя, при этом автор использует новые для своего время технические приёмы для описания психологического состояния персонажей. Заметным, хотя специфическим, литературным событием периода военной диктатуры 1970—1980-х годов стали произведения сотрудницы тайной полиции ДИНА Марианы Кальехас, впоследствии осуждённой за терроризм.
В дальнейшем темы одиночества и беспомощности человека во враждебной ему среде в условиях упадка идеалов гуманизма подхватят и другие писатели-модернисты 1950—1960-х годов. Среди них можно назвать таких, как Клаудио Джакони, Хосе Мануэль Вергара (исп. José Manuel Vergara), Энрике Лафуркад и других.
Современные чилийские писатели признаны на мировом уровне. Помимо Нобелевской премии, они удостаивались таких престижных наград, как Премия Сервантеса, Премия Ромуло Гальегоса, Премия Библиотеки Бреве, Премия Хуана Рульфо и других. В самом Чили каждые два года с 1942 года вручается Национальная премия по литературе.
Среди крупных современных чилийских литераторов: Хорхе Эдвардс, Антонио Скармета, Ариэль Дорфман, Исабель Альенде, Диамела Эльтит, Марсела Серрано, Маурисио Электорат, Роберто Боланьо, Энрике Лин, Рауль Сурита и другие.